# Matsumura Koki
Matsumura Koki (sinh ngày 24 tháng 5 năm 1996) là một cầu thủ bóng đá người Nhật Bản.

## Sự nghiệp câu lạc bộ
Matsumura Koki hiện đang chơi cho Fujieda MYFC.